# Arina Tsitsilina
Arina Aliaxandrauna Tsitsilina –en bielorruso, Арына Аляксандраўна Цыцыліна– (Barnaúl, Rusia, 9 de octubre de 1998) es una deportista bielorrusa que compite en gimnasia rítmica, en la modalidad de conjuntos.
Ganó cuatro medallas en el Campeonato Mundial de Gimnasia Rítmica, en los años 2014 y 2021, y dos medallas en el Campeonato Europeo de Gimnasia Rítmica de 2016.
Participó en dos Juegos Olímpicos de Verano, ocupando el quinto lugar en Río de Janeiro 2016 y el quinto en Tokio 2020, en la prueba de conjuntos.

## Palmarés internacional
| Campeonato Mundial | Campeonato Mundial | Campeonato Mundial | Campeonato Mundial         |
| Año                | Lugar              | Medalla            | Prueba                     |
| ------------------ | ------------------ | ------------------ | -------------------------- |
| 2014               | Esmirna (Turquía)  | Medalla de bronce  | Concurso completo          |
| 2014               | Esmirna (Turquía)  | Medalla de bronce  | 5 con mazas                |
| 2014               | Esmirna (Turquía)  | Medalla de bronce  | 3 con pelota + 2 con cinta |
| 2021               | Kitakyushu (Japón) | Medalla de bronce  | Concurso completo          |
| Campeonato Europeo |                    |                    |                            |
| Año                | Lugar              | Medalla            | Prueba                     |
| 2016               | Jolón (Israel)     | Medalla de oro     | 5 con cinta                |
| 2016               | Jolón (Israel)     | Medalla de plata   | Concurso completo          |